# الأسطول الأول

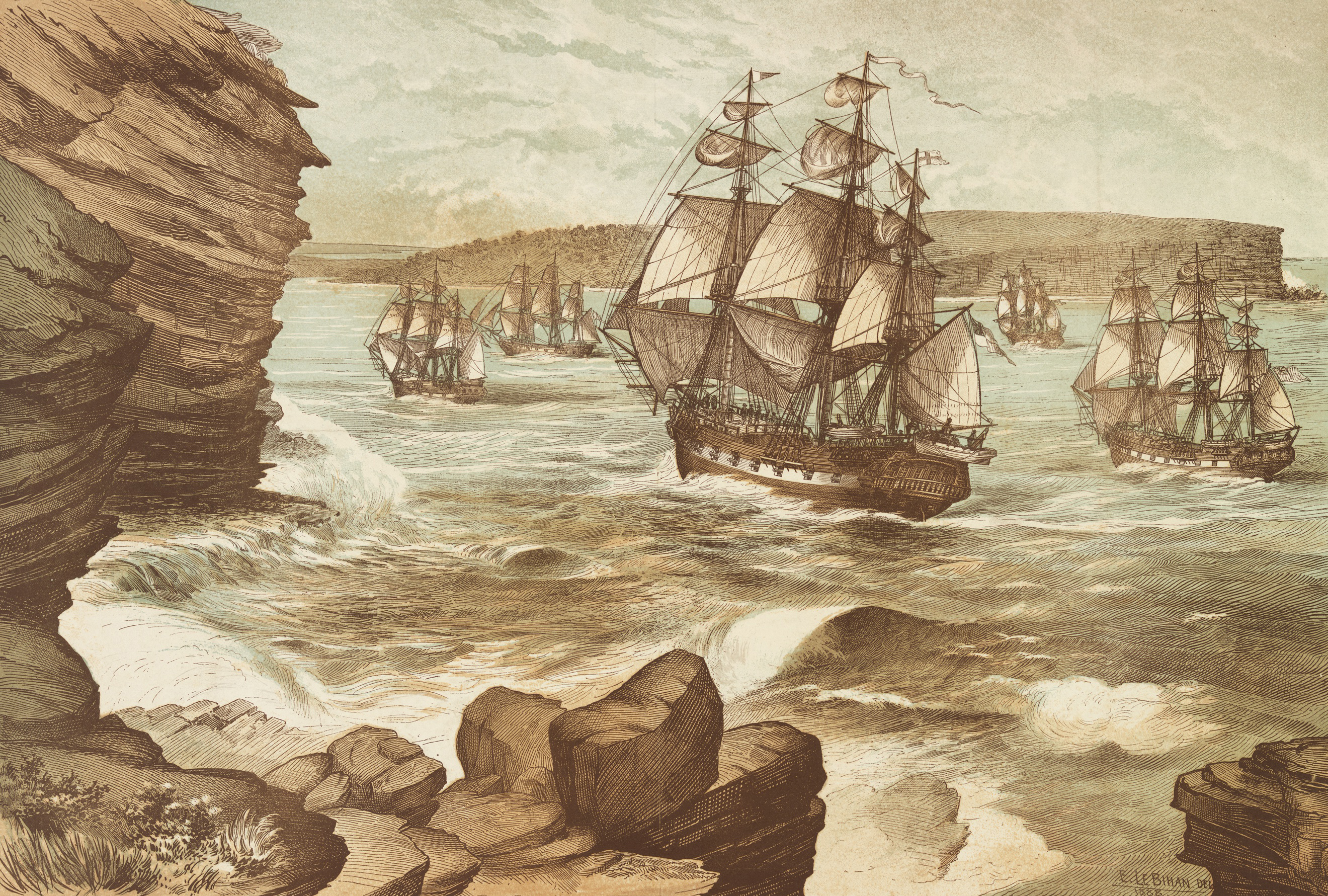
أول أسطول يدخل ميناء جاكسون في 26 يناير 1788 بقيادة ادموند لو بيحان

الأسطول الأول (بالإنجليزية: First Fleet)‏ عبارة عن 11 سفينة جلبت المستعمرين والمدانين البريطانيين الأوائل إلى أستراليا، والتي غادرت إنجلترا في 13 أيار / مايو 1787. يتكون الأسطول من سفينتين من البحرية الملكية وثلاثة سفن للتخزين، وستة سفن لنقل الأشخاص المحكوم عليهم، حيث تحمل تلك السفن ما بين 1000 و 1500 من المحكومين عليهم، المارينز، البحارة، ضباط المدينة وأشخاص عادية من الشعب الحر، بالإضافة إلى كمية كبيرة من السلع. أبحر أسطول الجنوب الغربي من إنجلترا،  إلى ريو دي جانيرو، ثم من الشرق إلى كيب تاون وعبر الجنوبي من المحيط إلى خليج بوتاني، لتصل خلال الفترة من 18 إلى 20 كانون الثاني / يناير 1788، مع 250 إلى 252 يوما من بداية التحرك إلى الوصول.

## خلفية الرحلة والتخطيط لها
نُقل المدانون إلى ثلاثة عشر مستعمرة في أمريكا الشمالية، ولكن بعد حرب الاستقلال الأمريكية في عام 1783، رفضت الولايات المتحدة، التي شكلت حديثا، قبول مزيد من المدانين. في 6 كانون الأول/ديسمبر عام 1785، صدرت أوامر في مجلس  في لندن عن إنشاء مستعمرة جزائية في نيو ساوث ويلز على الأرض من قبل المستكشف جيمس كوك في أول رحلة إلى المحيط الهادئ في عام 1770.
كان أول أسطول بقيادة العميد آرثر فيليب، الذي أُعطي تعليمات تخول له إصدار اللوائح ومنح الأراضي في المستعمرة. وصلت السفن في خليج بوتاني بين 18 يناير و 20 كانون الثاني / يناير 1788:  بينما وصلت سفينة العرض في 18 كانون الثاني / يناير، ووصلت ( الكسندر، سكاربورو و الصداقة ) في 19 كانون الثاني / يناير ووصلت السفن المتبقية في 20 كانون الثاني / يناير.
بلغت كلفت تجهيز وإرسال الأسطول حوالي 84.000 جنيه استرليني  (حوالي 9.6 مليون جنيه استرليني اعتبارا من عام 2015).

### سفن الحراسة البحرية
شمل أول أسطول سفينتين من البحرية الملكية تحت قيادة الكابتن جون هنتر، والسفينة المسلحة HMS Sirius ‏ بقيادة الملازم هنري ليدغبيرد بال ‏.
| السفينة     | النوع        | الكابتن                     | طاقم                                   | مكان الانطلاق | الانطلاق من إنجلترا | الوصول إلى خليج بوتاني | المدة (بالأيام) |
| ----------- | ------------ | --------------------------- | -------------------------------------- | ------------- | ------------------- | ---------------------- | --------------- |
| HMS Supply ‏ | Armed tender | الملازم Henry Lidgbird Ball | 200                                    | سبتهيد        | 18 يناير 1788       | 13 مايو 1787           | 252             |
| HMS Sirius ‏ | 10 gun       | الرقيب John Hunter ‏         | 55 + 2 (convicts transferred on route) | بورتسموث      | 20 يناير 1788       | 13 مايو 1787           | 250             |

### سفن نقل المدانين
| السفينة          | النوع  | الكابتن               | طاقم | آر. خليج بوتاني              | المدة (بالأيام) | ذكر المدانين وصل (استقل)     | أنثى المدانين وصل (استقل)      |
| ---------------- | ------ | --------------------- | ---- | ---------------------------- | --------------- | ---------------------------- | ------------------------------ |
| الكسندر          | بارك   | دنكان سنكلير          | 40   | 19 كانون الثاني / يناير 1788 | 251             | 210 – اثنين من تم العفو عنهم | لا شيء                         |
| شارلوت           | نقل    | توماس جيلبرت          | 30   | 20 كانون الثاني / يناير 1788 | 252             | 100                          | 24                             |
| Friendship       | بريغية | فرانسيس والتون        | 20   | 19 كانون الثاني / يناير 1788 | 251             | 80                           | 24 – إلى رأس الرجاء الصالح فقط |
| Lady Penrhyn ‏    | نقل    | ويليام كروبتون سارفير | 31   | 20 كانون الثاني / يناير 1788 | 252             | لا شيء                       | 101                            |
| Prince of Wales ‏ | بارك   | جون ماسون             | 25   | 20 كانون الثاني / يناير 1788 | 252             | 2                            | 47                             |
| سكاربورو ‏        | نقل    | القبطان جون مارشال    | 35   | 19 يناير 1788                | 251             | 210                          | لا شيء                         |

### سفن نقل الغذاء والمؤن
كان من ضمن المواد التي تم نقلها: الحبال والأواني والمعدات الزراعية ومنوعات من المتاجر الأخرى. العديد من الأدوات الزراعية، البذور، الأرواح، اللوازم الطبية والضمادات والأدوات الجراحية، الأصفاد و الأغلال والاطارات الخشبية لبناء المستعمرات.
| السفينة      | النوع | الكابتن     | الطاقم | آر. خليج بوتاني              | المدة (بالأيام) |
| ------------ | ----- | ----------- | ------ | ---------------------------- | --------------- |
| Golden Grove | تخزين | ويليام شارب | 22     | 20 كانون الثاني / يناير 1788 | 252             |
| Fishburn     | تخزين | روبرت براون | 22     | 20 كانون الثاني / يناير 1788 | 252             |
| Borrowdale   | تخزين | هوبسون ريد  | 22     | 20 كانون الثاني / يناير 1788 | 252             |

تُعرض نماذج مصغرة لجميع السفن في متحف سيدني ‏. بُنيت النماذج من قبل صانعي السفن لين ولوري هادلي، بعد البحث في الخطط الأصلية والرسومات والمحفوظات البريطانية. النسخ المتماثلة لشارلوت، سكرابورو، الصداقة، أمير ويلز، سيدة بنريان، Borrowdale، الكسندر، Sirius (1786)، Fishburn  وغولدن غروف مصنوعة من الأحمر الغربي أو الارز السوري.
بُني ميناء سيدني  في منتصف 1980s والذي سمى بأول أسطول للسفن. وغيرها من الأسماء مثل: سيدة بنريان و أمير ويلز.

## أفراد من الأسطول الأول
كان غالبية الأشخاص الذين سافروا مع الأسطول من المدانين، وجميعهم حوكموا وأدينوا في بريطانيا العظمى، وجميعهم تقريبًا في إنجلترا. من المعروف أن العديد منهم قد جاءوا إلى إنجلترا من أجزاء أخرى من بريطانيا العظمى، وخاصة من أيرلندا؛ ومن المعروف أن ما لا يقل عن 14 منهم جاءوا من المستعمرات البريطانية في أمريكا الشمالية؛ تم تحديد 12 شخصًا على أنهم من السود (ولدوا في بريطانيا أو إفريقيا أو جزر الهند الغربية أو أمريكا الشمالية أو الهند أو دولة أوروبية أو مستعمراتها). ارتكب المدانون مجموعة متنوعة من الجرائم، بما في ذلك السرقة، وشهادة الزور، والاحتيال، والاعتداء، والسطو، والتي حُكم عليهم فيها بالإعدام، والتي خُففت بعد ذلك إلى النقل الجزائي لمدة 7 سنوات، أو 14 عامًا، أو مدة حياتهم الطبيعية.
تطوعت أربع سرايا من مشاة البحرية للخدمة في المستعمرة، وشكل هؤلاء المارينز قوات مشاة البحرية في نيو ساوث ويلز، تحت قيادة الرائد روبرت روس، وهي مفرزة على متن كل وسيلة نقل مدانين. كما قامت عائلات مشاة البحرية بالرحلة.
احتفظ عدد من الأشخاص في الأسطول الأول بمذكرات ومجلات عن تجاربهم، بما في ذلك الجراحون والبحارة والضباط والجنود والبحارة العاديون. يوجد ما لا يقل عن إحدى عشرة مجلة مخطوطة معروفة للأسطول الأول بالإضافة إلى بعض الرسائل.
من الصعب حساب العدد الحقيقي من الناس الذين التحقو مع الأسطول الأول. حيث كان هناك 1،420 من الناس وقد تم تحديدهم في بداية حركة الأسطول الأول في عام 1787، بينما كان يُعتقد أن 1،373 هبطوا في سيدني كوف في كانون الثاني / يناير 1788. يعطي مولي جيلن الإحصاءات التالية في قاموس السيرة الذاتية للأسطول الأول:
| شرعت في بورتسموث          | هبطت في سيدني كوف | هبطت في خليج سيدني |
| المسؤولين والركاب         | 15                | 14                 |
| طاقم السفينة              | 323               | 269                |
| مشاة البحرية              | 247               | 245                |
| زوجات وأطفال مشاة البحرية | 46                | 45 + 9 مواليد      |
| المحكومين (رجال)          | 582               | 543                |
| المدانين (النساء)         | 193               | 189                |
| السجناء الأطفال           | 14                | 11 + 11 مولود      |
| مجموع                     | 1،420             | 1،336              |

في حين أن أسماء جميع أفراد طاقم سيريوس وسبلاي معروفة، فقد تكون سفن النقل الست وثلاث سفن تخزين قد حملت ما يصل إلى 110 بحارًا أكثر مما تم تحديده - ولم تنج أي حشود كاملة لهذه السفن. وبالتالي، فإن العدد الإجمالي للأشخاص الذين يستقلون الأسطول الأول سيكون حوالي 1530 شخصًا، مع وصول حوالي 1483 شخصًا إلى خليج سيدني.
وفقا لأول تعداد 1788 الذي ذُكر من قبل الحاكم فيليب إلى اللورد سيدني - يتألف السكان غير الأصليينمن 1،030 - 7 خيول، 29 من الأغنام، 74 من الخنازير، 6 أرانب، 7 من الماشية.
تم توفير تلك الإحصاءات من قبل الحاكم فيليب:
| ذكر               | أنثى | أطفال | المجموع |       |
| ----------------- | ---- | ----- | ------- | ----- |
| المدانين وأطفالهم | 548  | 188   | 17      | 753   |
| الآخرون           | 219  | 34    | 24      | 277   |
| المجموع           | 767  | 222   | 41      | 1،030 |

## الرحلة

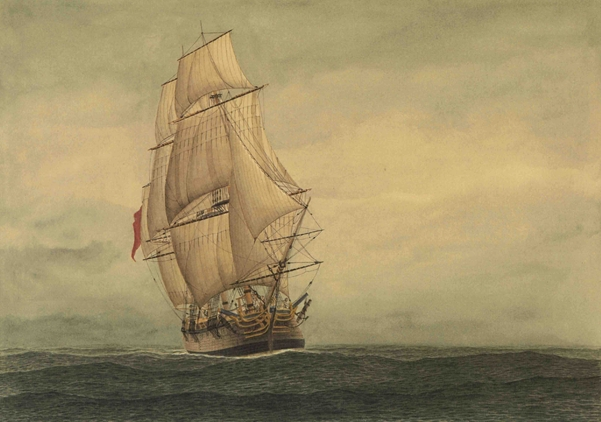
'Lady Penrhyn'

ترك الأسطول الأول بورتسموث بإنجلترا في 13 أيار / مايو 1787. بدأت الرحلة مع الطقس الجيد، وبالتالي سمح للمدانين البقاء على سطح السفينة. كانت لفرقاطة المسلحة إتش إم إس هيينا ‏ تُرافق الأسطول الأول  حتى نهاية المياه الإنجليزية. في 20 أيار / مايو 1787، كان هناك حالة واحدة من التمرد من قبل سجين واحد على متن السفينة سكاربورو، وتم جلده ونقل اثنين إلى سفينة أمير ويلز. ومع ذلك، فإن معظم المدانين كانوا يتصرفون على نحو جيد. في 3 حزيران / يونيه عام 1787، رسى الأسطول في سانتا كروز في تنريفه. حيث كانت المياه العذبة، الخضروات واللحوم والتي نُقلت على متن السفينة. في تلك الأثناء حاول سجين الهرب ولكن محاولته باءت بالفشل. في 10 حزيران / يونيه أبحر الأسطول الأول عبر المحيط الأطلسي إلى ريو دي جانيرو،
أصبح الطقس حارا ورطبا على نحو متزايد،  كلما أبحر الأسطول ناحية المناطق المدارية. كانت  الهوام مثل الفئران والطفيليات مثل البق والقمل والصراصير والبراغيث تنغص حياة المحكوم عليهم والضباط ومشاة البحرية. وأصبحت الرائحة لا تطاق. في حين أن بعض السفن مثل فيليب تم إعطاء الأوامر فيها بتنظيف السفينة بشكل يومي منعا لحدوث الأمراض ولكن هذه الأوامر لم تتبع على الكسندر وعدد من المدانين سقط مريضا وتوفي. كانت  العواصف المطيرة الاستوائية تعني أن المدانين لا يمكن أن تواجدهم على سطح السفينة حيث لم يكن لديهم الملابس الكافية بالاضافه لا توجد طريقة لتجفيف الملابس بداخل السفينة الا على السطح وبالتالى كان لزاما عليهم في تلك الاوقات الالتزام بداخل السفينة. ونتيجة لذلك، حدث الاختلاط بين المدانين وطاقم مشاة البحرية، على الرغم من العقوبات على بعض الرجال المشاركين.
وصل الأسطول إلى ريو دي جانيرو في 5 آب / أغسطس وبقي لمدة شهر. في ذلك الوقت كانت تُظف السفن، وتُجرى الإصلاحات اللازمة لها، بينما كانت سفينة فيليب تنقل كميات كبيرة من الغذاء إليه. أصبحت ملابس النساء المحكوم عليهم تعج بالقمل. وكانت الملابس الإضافية لم تصل بعد. وبالتالي، كان الناس المحكوم عليهم يصنعون ملابس جديدة من أكياس الأرز. 
ترك الأسطول الأول ريو دي جانيرو في 4 أيلول / سبتمبر للتحرك قبل الغربيون إلى رأس الرجاء الصالح في جنوب أفريقيا، والتي وصلت في 13 تشرين الأول / أكتوبر. هذه كانت آخر ميناء لذا كانت المهمة الرئيسية لتخزين النباتات والبذور والثروة الحيوانية عند وصولهم إلى أستراليا. كانت تؤخذ  الماشية على متن السفينة من رأس الرجاء الصالح إلى المستعمرة الجديدة حيث شملت: اثنين من الثيران - سبع بقرات - فحل واحد -، 44 من الأغنام، 32 من الخنازير - أربعة من الماعز و «كمية كبيرة جدا من الدواجن من كل نوع». انتقل النساء المدانون من على سفينة  الصداقة إلى سفن أخرى لتوفير أماكن لل ماشية التم تم شرائها. تم تزويد المحكوم عليهم بكمية وفيرة من لحوم البقر الطازجة ولحم الضأن والخبز والخضار، لبناء قوتهم والحفاظ على صحتهم. كانت المستعمرة الهولندية  كيب تاون المحطة الأخيرة من الاستيطان الأوروبي.
في آخر شهرين من الرحلة، واجه الأسطول الأول ظروف صعبة، حيث كان عليهم قطع مسافات كبيرة؛ سفينة الصداقة سافرت 166 كم في يوم واحد، في حين بحار من أمير ويلز من شدة التعب وقع في البحر وغرق. وقد نفذت أيضا الكثير من المؤن على متن السفينة بما في ذلك النبيذ قد نفد تماما. كما ضربت العاصفة التي كانت تتجه شمالا الأشرعة والصواري من بعض السفن.
في 25 تشرين الثاني / نوفمبر، نُقل فيليب إلى سفينة العرض. والتي كانت أسرع السفن على الإطلاق بجانب:  الكسندر، الصداقة و سكاربورو،  التي كانت تحمل أكثر من الذكور المدانين. كانت السفينة تهدف إلى تحديد موقع مناسب، على أرض واضحة المعالم ومياة جيدة، وربما حتى بعض الأكواخ وغيرها من الهياكل التي بنيت من قبل الآخرين. كان هذا مخطط التحرك والذي تم مناقشته من قبل وزارة الداخلية وقوات البحرية قبل مغادرة الأسطول. ومع ذلك، فإن هذا «الطائر سرب» وصل إلى خليج بوتاني قبل ساعات فقط من بقية الأسطول، لذلك لم يكن العمل المتفق عليه ممكنا.  سفينة العرض وصلت إلى خليج بوتاني في 18 كانون الثاني / يناير 1788; بينما وصل أسرع ثلاثة في 19 كانون الثاني / يناير؛ أبطأ السفن، بما في ذلك سيريوس، وصلت في 20 كانون الثاني / يناير.
كانت هذه واحدة من أعظم الرحلات البحرية – أحد عشر سفينة تنقل أكثر من 1،487 من البشر بالإضافة إلى كونها مخزن كبير للعديد من السلع والحيوانات مضى الأسطول الأول حوالي 252 يوم في البحر وقد قطع حوالي (24،000 كم) دون فقدان أي سفينة. ولقى حوالي 48 شخص حتفهم في رحلة الموت بمعدل أكثر من ثلاثة في المائة.

## الوصول إلي أستراليا
سرعان ما أدرك الكابتن جيمس كوك أن خليج بوتاني لا ترقى إلى أن تكون المأوى، حيث كانت منطقة الخليج مفتوحة وغير محمية، وكانت المياه ضحلة جدا للسماح السفن أن ترسو بالقرب من الشاطئ في المياه العذبة الشحيحة، وكانت التربة فقيرة. كان أول اتصال مع السكان الأصليين المحليين، وكانت المنطقة تحتوي على أشجار هائلة قوية. وعندما حاول المدانون قطع تلك الأشجار، قد انكسرت ادواتهم ولم يكن هناك حل لقطع تلك الاشجار الا باستخدام البارود وتفجير الجذوع. كما تم بناء أكواخ بدائية والتي بُنيت للضباط والمسؤولين ولكنها سرعان ما انهارت بسرعة بسبب العواصف المطيرة. كان مشاة البحرية دائما ما يكونو في حالة سكر ولم يكونوا في حراسة جيدة للمدانين، مع قائدهم الرائد روبرت روس، الذي كان كسول ومتغطرس في معظم الأحيان. ونتيجة لذلك قد تعرض الطاقم إلى هجوم من السكان الاصليين أو القوى الأجنبية. وكانت التعليمات: إنشاء مستعمرة في خليج بوتاني أو إنشاء مستعمرات في أماكن أخرى إذا لزم الأمر.

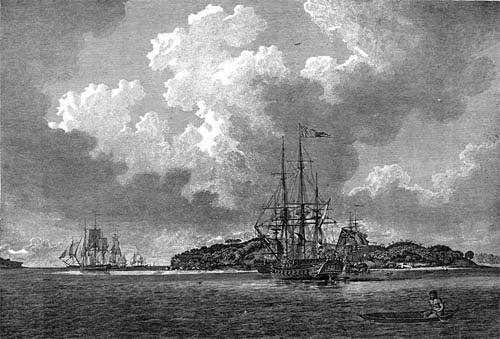
الأسطول الأول في خليج بوتاني في رحلة النهاية عام 1788، من رحلة المحافظ فيليب إلى خليج بوتاني. Sirius كانت في المقدمة.

في 21 كانون الثاني / يناير، غادر فيليب الخليج و الطرف الذي ضم جون هنتر، في ثلاثة قوارب صغيرة إلى استكشاف الخلجان الأخرى إلى الشمال. فيليب اكتشف أن ميناء جاكسون، حوالي 12 كيلومترا إلى الشمال، كان موقعا ممتازا لإنشاء مستعمرة حيت تتمتع بالمياه العذبة والتربة الخصبة. وسجل انطباع فيليب للمرفأ الجديد الذي وجه في رسالة بعث بها إلى إنجلترا في وقت لاحق: «أفضل ميناء في العالم .. تشرع اليه وهو مكان عالي الحماية ...». الحزب عاد إلى خليج بوتاني في 23 كانون الثاني / يناير.
في صباح يوم 24 يناير / كانون الثاني، أثارت الدهشة عندما شُوهد اثنين من السفن الفرنسية خارج خليج بوتاني. كانت هذه البعثة العلمية برئاسة جان-فرانسوا دي لا بيروز. كان يتوقع  الفرنسي أن يجد مستعمرة مزدهرة حيث يمكن فيها إصلاح السفن ووأن تُمد باللوازم. كان هناك بعض الاتصال الودي بين الفرنسيين والبريطانيين لكن لم يلتق فيليب ولا بيروز قط. السفن الفرنسية ظلت حتى 10 آذار / مارس قبل الإبحار إلى رحلة العودة. ولم يعودو مرة أخرى، 
في 26 يناير 1788، أبحر الأسطول إلى ميناء جاكسون. وكان اختيار الموقع في المياه العميقة القريبة من الشاطئ، محمية، حيث كان هناك تيار صغير يتدفق. وسمى فيليب هذا المكان بـ سيدني كوف بعد اللورد سيدني  وزير الداخلية البريطانية. هذا التاريخ لا يزال يُحتفل به حتى الآن ويعرف بـ "يوم أستراليا"، بمناسبة بداية أول مستوطنة بريطانية. حيث وضع  العلم البريطاني وقُدمت التحية الرسمية هناك. وقد تم ذلك من قبل فيليب وبعض الضباط والجنود من سفنية العرض، مع من تبقى من طاقم العرض و المحكومين عليهم يشاهدون تلك الوقعة من على متن السفينة. باقي سفن الأسطول لم تصل في سيدني كوف حتى وقت لاحق من ذلك اليوم.

## أول اتصال

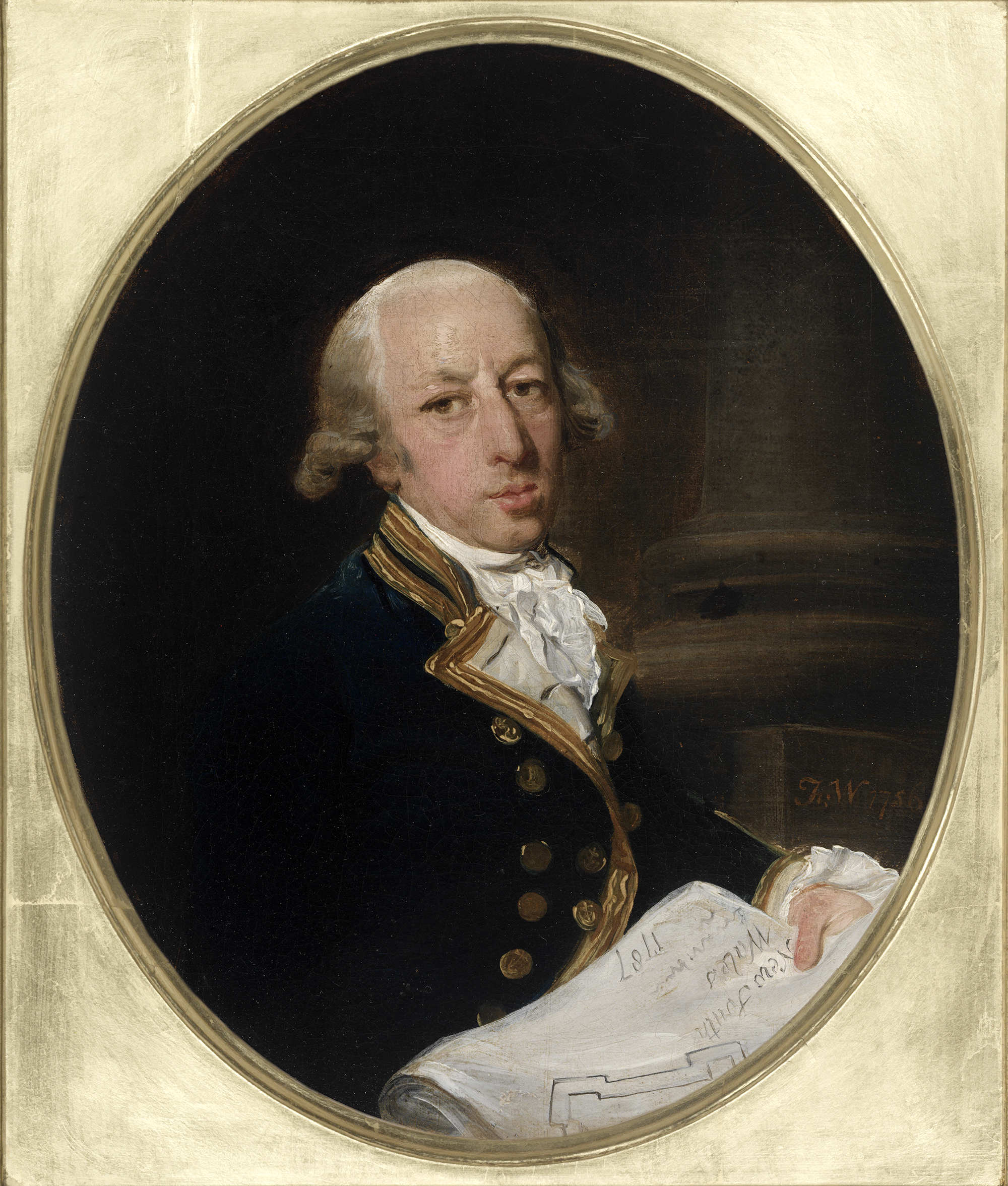
Captain Arthur Phillip, 1786, by Francis Wheatley, oil painting, State Library of New South Wales

الأسطول الأول واجه السكان الأصليين الاستراليين عندما وصل إلى خليج بوتاني. و شهدت المنطقة وصول الأسطول وبعدها بستة أيام وصل اثنين من سفن المستكشف الفرنسي لا بيروز. عندما انتقل الأسطول إلى سيدني كوف بحثا عن منطقة أفضل لإنشاء مستعمرة هناك، واجهوا Eora، بما في ذلك عشيرة Bidjigal .  وقد تم تسجيل لقاء الأسطول الأول مع عدد من السكان الأصليين.
على الرغم من أن السياسة الرسمية من الحكومة البريطانية على إقامة علاقات ودية مع الشعوب الأصلية،  حيث أمر  آرثر فيليب أنه يجب معاملة السكان الأصليين معاملة حسنة، ولكن لم يمض وقت طويل قبل بدء النزاع. حيث لم يفهم المستعمرون السكان الأصليين وعلاقتهم مع الأرض والعكس صحيح ولم يفهم أيضا أصحاب الأرض الإستعمار البريطاني في الممارسات الزراعية التي كانو يقومون بها. ولم يحدث أن وقع المستعمرون معاهدات مع السكان الأصليين من الأرض. قاد Pemulwuy من عشيرة Bidjigal، المحليين في سلسلة من الهجمات ضد البريطانيين المستعمرين وكان ذلك ما بين 1790 و 1810.

## بعد كانون الثاني / يناير 1788
في الغالب لم تبقى سفن الأسطول الأول في المستعمرة. بعضها عاد إلى إنجلترا، في حين غادر آخرون إلى منافذ أخرى. والبعض بقي في خدمة حاكم المستعمرة لبضعة أشهر: وبعضها تم إرسالها إلى جزيرة نورفولك.
1788
- 15 شباط / فبراير – سفينة  العرض تحركت إلى جزيرة نورفولك لكى تضع تسوية مع أهل الأرض.
- 5/6 مايو – أبحر كل من شارلوت، سيدة بنريان و سكاربورو  إلى الصين.
- 14 تموز / يوليه – عاد كل من Borrowdale، الكسندر، الصداقة و أمير ويلز إلى إنجلترا.
- 2 أكتوبر – بينما وصلت غولدن غروف في جزيرة نورفولك مع الطرف المحكوم عليهم العودة إلى ميناء جاكسون 10 تشرين الثاني / نوفمبر، في حين أن سفينة سيريوس سافرت إلى رأس الرجاء الصالح بحثا عن الإمدادات.
- 19 تشرين الثاني / نوفمبر – أبحرت Fishburn و غولدن غروف إلى إنجلترا. وهذا يعني أن سفينة العرض هي التي لا بقيت في سيدني كوف.

1789
- 23 كانون الأول / ديسمبر – سفينة الوصي كانت تحمل مخازن المستعمرة ولكنها لم تصل إلى المستعمرة في نيو ساوث ويلز.

1790:
- 19 مارس – تحطمت سفينة سيريوس قبالة جزيرة نورفولك.
- 17 نيسان / أبريل – أُرسلت سفينة  العرض إلى باتافيا، جافا، للحصول على الإمدادات الغذائية الطارئة.
- 3 حزيران / يونيه – سفينة السيدة جوليانا هي أول سفينة من الست سفن من الأسطول الثاني التي تصل إلى سيدني كوف. بينما وصل باقي الخمس سفن من الأسطول الثاني في الأسابيع التي تلت ذلك.
- 19 أيلول / سبتمبر – سفينة العرض تعود إلى سيدني بعد السفينة الهولندية تشارترد Waaksamheid والتي كانت تحمل المتاجر.[59]

## آخر الناجين
في 26 كانون الثاني / يناير عام 1842، منحت الحكومة الاستعمارية في سيدني المعاش الذي كان يقدر بـ 1 شلن يوميا إلى ثلاثة من أعضاء الفريق الباقين على قيد الحياة من الأسطول الأول. في سيدني الجريدة وويلز الجنوبية الجديدة المعلن عنها، يوم السبت 29 يناير / كانون الثاني 1842: " قد أمرت الحكومة بـ معاش شلن واحد إلى الناجين من الأسطول الأول الذين جاؤوا إلى المستعمرة.
وليام هوبارد: أُدين هوبارد بالسرقة في جنايات  كينغستون في Surrey بإنجلترا، في 24 آذار / مارس 1784 . تم نقله إلى أستراليا على سفينة سكاربورو في الأسطول الأول. تزوج من ماري غولدنغ في 19 كانون الأول / ديسمبر 1790 في روز هيل. في 1803 حصل على منحة أرض من 70 فدانا في مولغراف . توفي في 18 أيار / مايو 1843 في سيدني. وكان عمره  76 عندما دفن في كنيسة المسيح سانت لورانس، سيدني في 22 أيار / مايو 1843.
جون مكارثي: أبحر مكارثي على سفينة  الصداقة. ولد مكارثي في كيلارني مقاطعة كيري، ايرلندا[ ؟ ]، وكان ذلك حوالي 1745. كان أول من تقدم في مستعمرة نيو ساوث ويلز، ثم في جزيرة نورفولك حيث تولى منحة أرض من 60 فدان (110). تزوج آن بيردسلي على جزيرة نورفولك في تشرين الثاني / نوفمبر 1791 بعد خروجه في الشهر السابق. في عام 1808، على مقربة من جزيرة نورفولك أخذ منحة أرض (80 فدانا في ميلفيل) بدلا من مصادرتها على جزيرة نورفولك. السنوات القليلة الماضية من حياته قضاها في منزل حفيدته وزوجها السيد والسيدة وليام H. بود، في مكان يدعى Kinlochewe Inn بالقرب من Donnybrook، فيكتوريا[ ؟ ]. مكارثي وتوفي في 24 تموز / يوليه عام 1846، 
جون Limeburner :  سُجل الاسترالى جون في مقال بتاريخ الأربعاء 3 تشرين الثاني / نوفمبر 1847: «جون Limeburner أقدم مستعمر استرالى في سيدني، توفي في أيلول / سبتمبر الماضي، في سن متقدمة من العمر والذي يبلغ 104 سنة. ساعد في بناء أول خيمة في سيدني، وحضر أول عرض للعلم البريطاني، كان هناك في مستنقع شجرة البلوط، وعلى الرغم من سنه الكبير، احتفظ بقواه إلى آخر لحظات حياته.» جون Limeburner كان محكوم عليه في شارلوت. أدين في 9 تموز / يوليو 1785 [ من سرقة معطف وقميص وجوارب سروم، Wiltshire. تزوج اليزابيث أيرلندا في عام 1790 في روزهيل  توفي في Ashfield في أيلول / سبتمبر 1847 ودفن في سانت جون، Ashfield.
جون جونز: " أبحر جونز في الأسطول الأول على متن السفينة  الكسندر. الذي بالغ من العمر82  ويقال انه قد مات في عام 1848.
الملك صموئيل : (كان عامل في مطحنة) قبل أن يصبح من البحرية. كان جندي بحرية مع الأسطول الأول على متن الرائد Sirius (1786). أبحر إلى جزيرة نورفولك في غولدن غروف في أيلول / سبتمبر 1788، حيث عاش مع مريم Rolt، وكان قد وصل مع الأسطول الأول على أمير ويلز. حصل على منحة من 60 فدان (رقم 13) في تتالي تيار في عام 1791. عادت مريم Rolt إلى إنجلترا في تشرين الأول / أكتوبر 1796. وكان قد تم توطينهم في أرض فان ديمن، حيث صعدوا إلى مدينة ادنبره في 3 أيلول / سبتمبر 1808، ثم إلى هوبارت في 3 تشرين الأول / أكتوبر. تزوج من إليزابيث ثاكري في 28 كانون الثاني / يناير 1810. توفي في 21 تشرين الأول / أكتوبر 1849 عن عمر يناهز 86 عاما ودفن في مقبرة ويسليان في Lawitta.
جون الصغير  : تم إدانته بالسرقة في 14 آذار / مارس 1785. حكم عليه بالإعدام. وصل على متن السفينة شارلوت في الأسطول الأول عام 1788. ومُنح شهادة الحرية عام 1792. ومُنح أيضا 30 فدان «مزرعة صغيره» عام 1794،  في شرق مزارع (رايد). تزوج في ديسمبر 1788 من ماري باركر. توفى جون الصغير في 2 تشرين الأول / أكتوبر 1850 عن عمر يناهز 90 عاما.
إليزابيث ثاكري: تم إدانتها بالسرقة في 4 أيار / مايو عام 1786 في مانشستر وحكم عليها بالسجن لمدة سبع سنوات. أبحرت على  الصداقة، ولكن تم نقلها إلى شارلوت في رأس الرجاء الصالح. شُحنت إلى جزيرة نورفولك على Sirius (1786) في عام 1790 وعاشت هناك مع جيمس Dodding. في آب / أغسطس 1800 اشترت 10 فدانا من الأراضي من الملك صموئيل في تتالي تيار. اليزابيث وجيمس تم نقلهم إلى أرض فإن ديمن في كانون الأول / ديسمبر 1807 ولكن افترقا بعد ذلك. في 28 كانون الثاني / يناير 1810 تزوجت إليزابيث بالملك صموئيل  (تم ذكره مسبقا) وعاشت معه حتى وفاته في عام 1849. وتوفت هي في نيو نورفولك، تسمانيا في 7 آب / أغسطس عام 1856، وبلغت الـ 89 عاما. ودفنت في الكنيسة الميثودية، على طريق النهر بجانب زوجها. كانت واحدة من أولى النساء البريطانيات الذين أبحرو إلى المستعمرة البريطانية في أستراليا.

## التراث

### الجدري
اختلف المؤرخين حول ما إذا كان أولئك الذين كانوا على متن الأسطول الأول مسؤولين عن إدخال الجدري إلى أستراليا وإصابة سكانها الأصلييون، وإذا كان الأمر كذلك، لم يكن ذلك نتيجة عمل متعمد.
في عام 1914، طرح جون كمبستون ‏ مدير خدمة الحجر الصحي الأسترالية،  فرضية أن الجدري وصل مع المستوطنين البريطانيين. جادل بعض الباحثين بأن أي إطلاق من هذا القبيل ربما كان محاولة متعمدة للقضاء على السكان الأصليين. واقترح آخرون أن فيروس الجدري قد أُدخل عن طريق الخطأ عندما كان الأصليون مع اتصال مع variolous الخاصة بالأسطول الأول لاستخدام التطعيمات المكافحة لمرض الجدري.  وشملت سيناريوهات افتراضية مثل: فعل انتقامي من أفرد مجهولين ردا على الهجمات التي كانت من قبل السكان الأصليين،  أو دُبر الاعتداء من قبل مشاة البحرية من نيو ساوث ويلز  والتي كانت تهدف إلى تمهيد الطريق من أجل التوسع الاستعماري.
تنازع غيرهم من المؤرخين على فكرة أنه كان هناك تعمد إطلاق فيروس الجدري وأنه وصل مع زوار أستراليا وغيرها من الأسطول الأول. في عام 2002 اقترح المؤرخ جودي كامبل أن الجدري قد وصل إلى أستراليا من خلال الاتصال مع الصيادين من ماكاسار في إندونيسيا حيث كان الجدري منتشر بكثرة هناك. في عام 2011، قال Macknight: «انتشر الجدري وغيره من الأوبئة بواسطة [الإندونيسية] trepangers وبعدها انتشرت في جميع أنحاء القارة للوصول إلى سيدني بشكل مستقل تماما».
وهناك نظرية ثالثة عام 1789، أن الوباء لم يكن الجدري ولكن كان جدري الماء - الذي كان قد ورثه الأستراليون الأصليون - وما حدث هو أن تأثر، أو كان يحملها، أعضاء من الأسطول الأول. ولكن هذه النظرية غير متفق عليها. 

### حديقة الذكرى

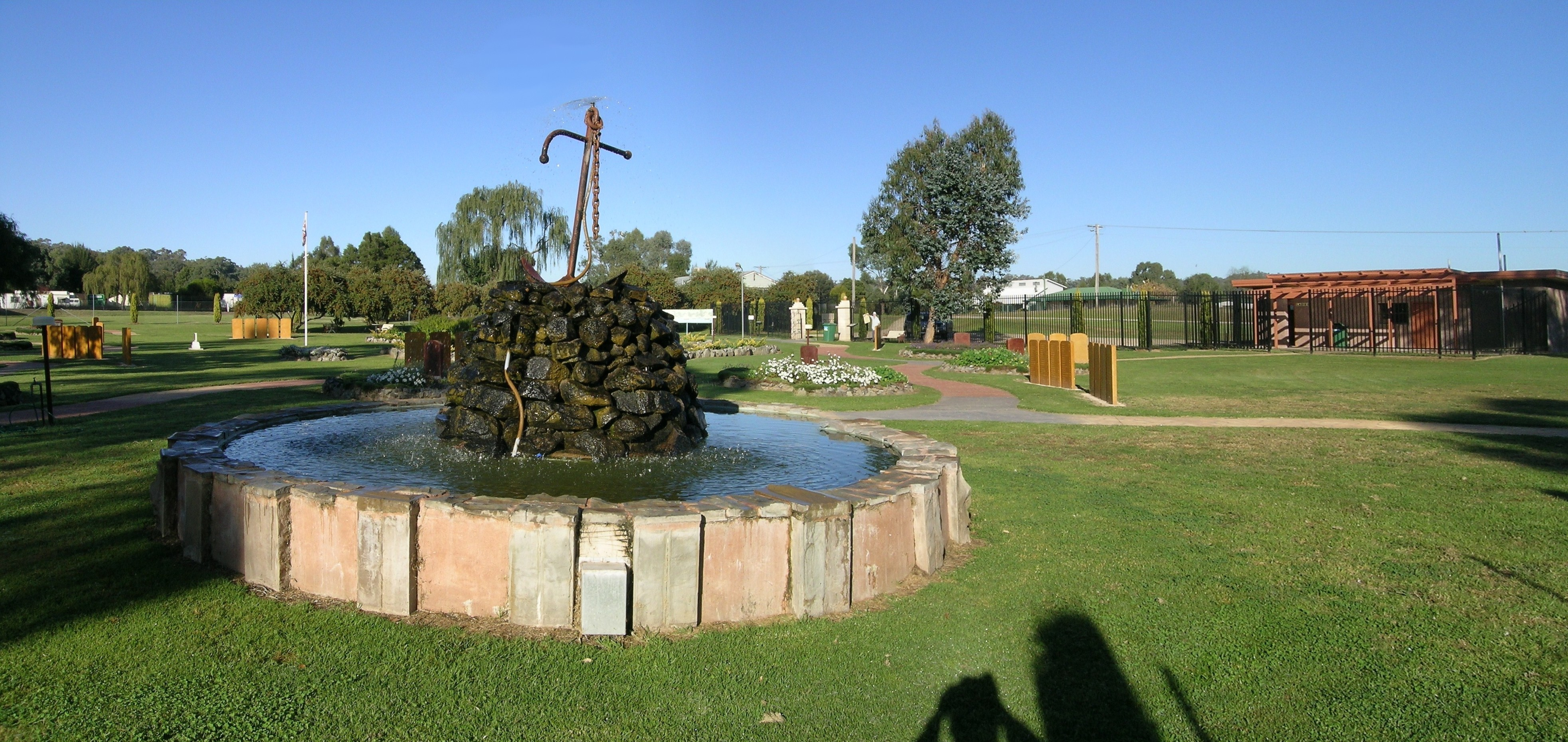
حديقة الأسطول الأول التذكارية في والاباداه، نيو ساوث ويلز

بعد أن أكمل راي كولينز، وهو عامل بناء، سنوات من البحث في الأسطول الأول، سعى للحصول على موافقة من حوالي تسعة مجالس لبناء حديقة تذكارية تقديراً لهؤلاء المهاجرين.. كان مجلس ليفربول ‏ المجلس الوحيد في النهاية الذي قبل عرضه بتوفير المواد وبناء الحديقة مجانًا. المجلس الوحيد في النهاية الذي قبل عرضه بتوفير المواد وبناء الحديقة مجانًا. كان الموقع الذي اختير عبارة عن حديقة متنقلة مهجورة على ضفاف نهر كيريندي في والاباداه، نيو ساوث ويلز. في سبتمبر 2002 بدأ كولينز العمل في المشروع. تم تقديم دعم إضافي لاحقًا بواسطة نيل ماكغاري في شكل بعض اللافتات وساهم المجلس بمبلغ 28000 دولار للممرات والمبارزة. حفر كولينز يدويًا أسماء جميع الذين أتوا إلى أستراليا على متن السفن الإحدى عشرة في عام 1788 على ألواح حجرية على طول ممرات الحديقة. يتم عرض قصص أولئك الذين وصلوا على متن السفن وحياتهم ولقاءاتهم الأولى مع الدولة الأسترالية في جميع أنحاء الحديقة. في 26 يناير 2005، تم افتتاح حديقة الأسطول الأول كنصب تذكاري رئيسي لمهاجري الأسطول الأول. في السابق، كان النصب التذكاري الوحيد المحدد للأسطول الأول عبارة عن مسلة في برايتون لو ساندز، نيو ساوث ويلز.

## وصلات خارجية
- Complete list of the convicts of the First Fleet
- Searchable database of First Fleet convicts
- The First Fleet – State Library of NSW
- State Library of NSW – First Fleet Re-enactment Company records، 1978–1990: Presented by Trish and Wally Franklin
- State Library of NSW – First Fleet Re-enactment Voyage 1987–1988

كتاب مجاني: An Account of the English Colony in New South Wales على مشروع غوتنبرغ
كتاب مجاني: The Voyage of Governor Phillip To Botany Bay على مشروع غوتنبرغ
- Project Gutenberg Australia: The First Fleet
- Convict Records
- Convict Transportation Registers Database (Online) University of Queensland. Accessed 9 February 2015.